# 韓藍花歌切

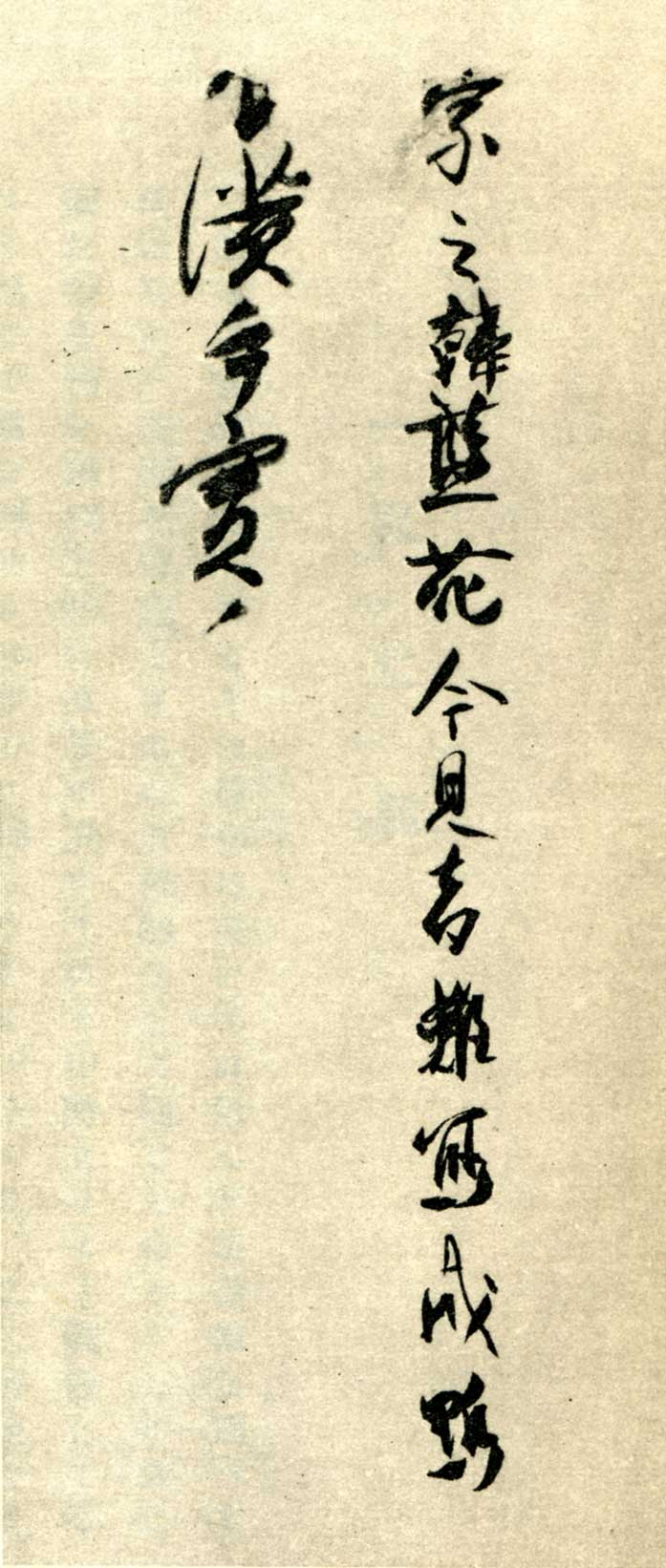
『韓藍花歌切』

韓藍花歌切（からあいのはなのうたぎれ）とは、万葉仮名で書かれた『韓藍花歌』（短歌）の断簡である。

## 概要
天平勝宝3年（751年）頃、写経所の職員が写経所の伝票に落書きした短歌で、「 □家之韓藍花今見者難寫成鴨」とあり、最初の1字が紙の破損のため欠失しているが、「妹」の1字を当てて、恋の歌、『韓藍花歌』とされている。歌の左には異筆で、「□潢手實」とあるが、これは、「装潢手実」（そうこうしゅじつ）で、装潢とは表具師、手実とは写経所で写経生や装潢生などが各自の書写、または装釘した写経の枚数を記して提出する伝票を表す。
この短歌の紙背文書は、写経所で1000部の『法華経』を書写した際の手実の1通であり、天平勝宝元年（749年）8月28日の日付がある。この文書を中表（なかおもて）にして巻き、外に出た表面左端に、巻物の外題のように「装潢手実」と記し、その後、別人の手によってその右の余白に、この歌が落書きされたものである。
『韓藍花歌』は『万葉集』の歌ではないが、『万葉集』の成立（780年頃）と近い時期の筆跡であり、『万葉集』の原本が存在しない今、『万葉集』のすべてがこのような書体であるとは断定できないものの、当時の表記を示す資料として貴重である。大きさは、27.6cm×16.1cm。正倉院文書・続々修第5帙第2巻所収。

## 韓藍花歌
- 妹（いも）…男性から見た親しい女性で、恋人をさす。
- 韓藍花…ケイトウの古名で、これを女性に譬えた例が『万葉集』に見える[2]。
- 寫…「写」の旧字体で、草花の色を衣に染めうつす意である[6]。
- 難寫…「写し難くも」と返読させている[3]。
- 鴨…助詞「かも」の借訓仮名（後述）である。

### 書作品としての評価
ゆったりと率意に書かれ、その筆趣は飄々として高い韻きを漂わせている。

## 和歌の文字化
宣命は宣命使が読み上げて伝えるものであり、これに助詞や助動詞などを万葉仮名で書き添えた理由は文章を読みやすくする必要があったからであろう。もう一つ、助詞などを文字で書く必要があったのは和歌である。和歌はもともと「歌う」ものであるから、口頭で歌い上げることができるように書き記すことが求められたはずである。そして、この口承文芸としての和歌の表記は、実用的な文章表記とは違った展開を見せている。
最古の歌集『万葉集』20巻には、約4500首の和歌が収められている。『万葉集』で用いられたすべての仮名を万葉仮名というが、漢字を一字一音の仮名に転用するだけでなく、漢字のまま、仮名と交用する書き方もあり、『万葉集』ではあらゆる表記法が試みられている。

### 音仮名から訓仮名へ
『古事記』・『日本書紀』の歌謡は音仮名で表記しているが、『万葉集』では訓仮名を用いる例が見られる。訓とは、一つ一つの漢字がもっている中国語の意味を、日本語に翻訳した固定的な読みをさす。例えば、「池」という漢字に対して日本語の「カワ」・「ヌマ」・「イケ」などが結びつく中で、「イケ」が固定してくる。これが訓の成立ということであるが、特定の日本語が結びつき、固定するまでには長い時間が必要であった。訓が固定すると、漢字を日本語として読むことが可能となり、その訓を表音的に用いるようになる。これが漢字の訓仮名としての用法である。訓仮名は漢字に習熟してはじめて生まれたものであるから、訓仮名の用法が歌謡の中に見られることは作者の漢字習熟度の高さを示すといえよう。
訓仮名には、正訓仮名と借訓仮名があり、正訓仮名とは、漢字がもつ中国語の意味と同じ日本語をその漢字の読みとしたもので、自立語に用いられる。借訓仮名とは、漢字の訓読みを表音のために用いたもので、付属語などに用いられる。『韓藍花歌』の場合、助詞の「鴨」（かも）が借訓仮名で、あとはみな正訓仮名である。

### 略体歌と非略体歌
『万葉集』の様々な表記を探るには、柿本人麻呂の『人麻呂歌集』が参考になる。『万葉集』に収められている『人麻呂歌集』の歌は360首あまりで、そのうち210首が略体歌、残り150首が非略体歌である。非略体歌とは、助詞「乃」（の）・「之」（が）などが書き記されているスタイルのものをいい、助詞などを書き添えていないものを略体歌という。和歌の文字化が略体歌から非略体歌という方向へ発展したことはほぼ間違いないが、これはできるだけ日本語の発音どおりに忠実に語を表記していくということであった。

#### 略体歌
助詞の「に・て・を・も・し・ぞ」の付属語がまったく書かれていない典型的な略体歌である。
『韓藍花歌』は、『人麻呂歌集』の非略体歌で必ず見られる助動詞「けり」が表記されておらず、その意味で略体歌に近い。しかし、『韓藍花歌』がこの歌と根本的に異なる点がある。それは、『韓藍花歌』が、「写し難くも」を「難写」と返読するように表記しているのに対して、この歌の「妹をしぞ念ふ」はそのまま日本語の語順に従って、「妹念」と書かれていることである。『人麻呂歌集』では、「難写」のような目的語や補語の返読表記は原則として見られない。
同じく助詞の「の・て・も・は」が無表記の略体歌である。その一方で、略体歌にあって例外的に助詞の「つつ・かも」が書かれている。略体歌は訓を主体とする表記であることに大きな特徴があるが、自立語を正訓によって表記する他に、借訓によって助詞「かも」を「鴨」で、助動詞「つ」の連体形「つる」を「鶴」で表記する例などがある。
略体歌において助詞の使用を避けたのは、詩歌の表現を念頭に置いてのことであり、単なる順接の表現はない方がむしろ簡潔で、その分を実質的な語に割り当てて、より豊かな意味内容の表現を目指してのことと思われる。ではなぜ助詞の「かも」が表記されるのであろうか。感動を表す助詞の「かも」が表記されることは、明らかに情動をモチーフとする「詩体」を意識したものと考えられる。このように、和歌の文字化は実用文とは性格を異にしていることが如実に示されている。

#### 非略体歌
付属語の類もすべて表記されていて、無表記のものは見えない典型的な非略体歌である。
『韓藍花歌』は、略体歌と非略体歌のうちで前者に近い表記様式を採用しているが、これは非略体歌の表記が広まった後も自由な表記様式が選択できたと見るのが穏当である。